# Villenauxe-la-Petite
Villenauxe-la-Petite település Franciaországban, Seine-et-Marne megyében. Lakosainak száma 453 fő (2022. január 1.). Villenauxe-la-Petite Plessis-Saint-Jean, Baby, Grisy-sur-Seine, Jaulnes, Passy-sur-Seine, Villuis, Compigny, Pailly és Perceneige községekkel határos.

## Népesség
A település népessége az elmúlt években az alábbi módon változott:
| Lakosok száma | 503  | 458  | 444  | 426  | 419  | 410  | 424  | 439  | 453  |
|               | 2013 | 2015 | 2016 | 2017 | 2018 | 2019 | 2020 | 2021 | 2022 |